# Kolokynthoú
Kolokynthoú (en grec moderne : Κολοκυνθού), ou Kolokythoú (Κολοκυθού), est un quartier d'Athènes en Grèce. Traversé par l'avenue Athinón (en) au sud-ouest, il est bordé par les quartiers de Colone et celui de l'Académie de Platon ainsi que par les municipalités d'Aigáleo et de Peristéri. 

## Histoire
Sous la domination romaine, entre le IIe et le IVe siècle, Kolokynthoú était une zone fertile. Elle accueillait la plus grande citerne de la ville d'Athènes, mesurant 22,5 × 28 mètres et 3 mètres de hauteur. 
Début 1943, durant la période d'occupation de la Grèce par les puissances de l'Axe, pendant la Seconde Guerre mondiale, une maison du quartier a servi de lieu de rencontre entre Montague Woodhouse, figure du Special Operations Executive, et les membres du Front de libération nationale. 
Il y a encore une cinquantaine d'années, la zone comptait de nombreux vergers et champs. Une ferme publique fut notamment créée en 1927 par le maire d'Athènes, Spyrídon Pátsis (el), afin de produire du lait pour les garderies municipales. Au milieu du XXe siècle, le quartier abritait le plus important camp de réfugiés de l'Attique,. C'est aujourd'hui un espace urbanisé essentiellement industriel, commercial et logistique, au sein duquel est située la gare routière d'Athènes. 

## Origine du nom
La lettre n du toponyme provient d'une surcorrection sous l'influence du katharévousa, le grec purifié. Le mot ancien était Kolokýnthi (d'origine pré-grecque), mais la formule a évolué vers Kolokynthoú, c'est-à dire, en français : citrouille ou gourde, d'où l'adjectif Kolokýthis et Kolokythás, avec le féminin Kolokythoú. Il existait aussi une chapelle dite Notre-Dame de Kolokýthis (Παναγία η Κολκυθιώτισσα / Panagía i Kolkythiótissa). Kolokythoú est mentionné par Emmanouíl Roḯdis, Geórgios Drosínis (el), dans les journaux et les cartes du XIXe siècle et du début du XXe siècle. Aujourd'hui, le toponyme tend à disparaître, étant supplanté par Kolonó. On dit que le nom du quartier vient du nom du prêtre Dimítrios Kolokýnthis (el), car jusqu'au milieu du XIXe siècle, il n'y avait que sa maison derrière la chapelle dans la région. Mais cette version est contestée et une autre version indique qu'à l'époque où la zone n'était pas encore incluse dans le plan d'urbanisme et était purement rurale, il y avait de nombreux vergers de citrouilles. C'est d'ailleurs pour cela que le prêtre aurait reçu le surnom de citrouille.